# Drosophila furvifacies
Drosophila furvifacies är en tvåvingeart som beskrevs av Elmo Hardy 1965. Drosophila furvifacies ingår i släktet Drosophila och familjen daggflugor.
Artens utbredningsområde är Hawaii.